# Киста Бейкера
Киста Бейкера — грыжа в области колена, она также известна как подколенная или коленная киста. Данную болезнь впервые обнаружил в XIX веке доктор У. Бейкер, в честь которого она и была названа. Киста представляет собой мягкое эластическое образование, по форме напоминающее виноградную гроздь.

## Симптомы
У некоторых людей киста Бейкера на начальных стадиях протекает бессимптомно. У других симптомы кисты Бейкера могут включать в себя отек под коленом, боль вокруг колена, дискомфорт при попытке согнуть колено и встать.

## Причины возникновения
Киста Бейкера возникает при ревматизме, ревматоидном артрите, подагре и других заболеваниях опорно-двигательного аппарата. Также причиной может быть гонартроз в пожилом возрасте, наличие избыточного веса. Ещё чаще кисты Бейкера появляются при перенесённых травмах колена различной степени тяжести или при систематической нагрузке на коленный сустав у спортсменов, лиц, занимающихся физическим трудом, переноской тяжестей.

## Диагностика
Из-за того, что киста является следствием патологии коленного сустава, в ходе обследования необходимо правильно оценить состояние сустава.
Надежными и высокоинформативными методами диагностики кисты Бейкера, которые позволяют определить наличие и размер опухоли, являются ультразвуковое исследование (УЗИ) и магнитно-резонансная томография (МРТ). Для подтверждения диагноза, в редких случаях, производят пункцию кисты, после чего исследуют полученную жидкость.

## Лечение
Если диагностировано, что киста вызвана остеоартритом, применяют способ инъекционного введения кортикостероидных препаратов в полость кисты. При этом хорошо снимается воспаление и отёчность в области новообразования. Часто специалисты принимают решение о лечении кисты методом дренирования. С помощью толстой иглы проникают в её полость и большим шприцем отсасывают жидкое содержимое. После этого вводят гормональные противовоспалительные лекарства. Процедуру можно повторять. Её положительное действие наступает быстро. Уходит боль, уменьшается отёчность, восстанавливаются двигательные функции.
Если медикаменты и дополнительные методы не дают положительного результата, отмечается рецидив заболевания, киста достигает больших размеров, заболевание продолжает развиваться, проявляются симптомы осложнений, прибегают к оперативному лечению. В ходе хирургического вмешательства патологическое образование иссекается и удаляется. Оно выполняется с использованием местного обезболивания и длится не более получаса.

## Возможные осложнения
Наиболее частое осложнение — это разрыв кисты Бейкера коленного сустава, если это произойдет, то жидкость из кисты может просочиться в икроножную мышцу, и вызовет отек голени. Также может наблюдаться зуд и покраснение кожи из-за раздражения, вызванного жидкостью, которая просачивается из кисты.
Опасное образование жидкости может разорваться и тогда содержимое вытечет в ткани. Разрыв может привести к воспалению и острой боли. Конечно, жидкость постепенно рассосется, но на это может уйти несколько недель. В таком случае облегчить дискомфорт помогут болеутоляющие лекарства.
Наличие кисты Бейкера может увеличить риск развития тромбоза глубоких вен даже, если киста не разрывается. Самое опасное — это то, что довольно трудно отличить разрыв кисты Бейкера от тромбоза вен. В этих случаях проводятся исследования для исключения тромбоза, а в случае его обнаружения назначают курс лечения.